# Cleveland Cavaliers 2024-2025
La stagione 2024-2025 dei Cleveland Cavaliers è la 55ª stagione della franchigia.

## Draft
| Giro | Scelta | Giocatore    | Ruolo | Nazionalità | Università/Squadra |
| ---- | ------ | ------------ | ----- | ----------- | ------------------ |
| 1    | 20     | Jaylon Tyson | AP    | Stati Uniti | Calif. G. Bears    |

Al Draft 2024 i Cleveland Cavaliers hanno avuto a disposizione una sola scelta, con la quale hanno prelevato, alla posizione n. 20 del primo giro, la guardia Jaylon Tyson dall'Università della California.

## Roster
| \| Pos. \| Num. \| Naz. \| Nome \| Altezza \| Peso \| Data nascita \| Provenienza \| \| ---- \| ---- \| ---- \| ----------------- \| ------- \| ------ \| ------------ \| ------------------- \| \| G/AP \| 1 \| \| Strus, Max \| 196 cm \| 98 kg \| 28-03-1996 \| DePaul \| \| G \| 2 \| \| Jerome, Ty \| 196 cm \| 88 kg \| 1997-07-07 \| Virginia \| \| G \| 3 \| \| LeVert, Caris \| 198 cm \| 93 kg \| 25-08-1994 \| Michigan \| \| C \| 4 \| \| Mobley, Evan \| 213 cm \| 93 kg \| 18-06-2001 \| Southern California \| \| G \| 5 \| \| Merrill, Sam \| 193 cm \| 93 kg \| 15-05-1996 \| Utah State \| \| G \| 9 \| \| Porter, Craig Jr. \| 185 cm \| 82 kg \| 26-02-2000 \| Wichita State \| \| G \| 10 \| \| Garland, Darius \| 188 cm \| 79 kg \| 26-01-2000 \| Vanderbilt \| \| C \| 13 \| \| Thompson, Tristan \| 206 cm \| 115 kg \| 13-03-1991 \| Texas \| \| AP \| 15 \| \| Thor, JT \| 206 cm \| 92 kg \| 26-08-2002 \| Auburn \| \| AG \| 20 \| \| Niang, Georges \| 201 cm \| 104 kg \| 17-05-1993 \| Iowa State \| \| G/AP \| 21 \| \| Bates, Emoni \| 206 cm \| 86 kg \| 28-01-2004 \| Eastern Michigan \| \| G/AP \| 24 \| \| Tyson, Jaylon \| 201 cm \| 98 kg \| 02-12-2002 \| UC Berkeley \| \| C \| 31 \| \| Allen, Jarrett \| 211 cm \| 111 kg \| 21-04-1998 \| Texas \| \| AG \| 32 \| \| Wade, Dean \| 208 cm \| 103 kg \| 20-11-1996 \| Kansas State \| \| AP \| 33 \| \| Travers, Luke \| 201 cm \| 94 kg \| 03-09-2001 \| Australia \| \| G \| 35 \| \| Okoro, Isaac \| 198 cm \| 102 kg \| 26-01-2001 \| Auburn \| \| G \| 45 \| \| Mitchell, Donovan \| 185 cm \| 95 kg \| 07-09-1996 \| Louisville \| | Allenatore - Kenny Atkinson Assistente/i - Greg Buckner - Luke Walton - Sidney Lowe - J. J. Outlaw - Stephen Spiro Legenda - (C) Capitano - (FA) Free agent - (S) Sospeso - (TW) Contratto Two-way - (GL) Assegnato a squadra G League affiliata - (SD) Scelta Draft - Infortunato Roster • Transazioni · Ultima transazione: 23 gennaio 2024 |                                             |                   |         |        |              |                     |
| Pos. | Num. | Naz.                                        | Nome              | Altezza | Peso   | Data nascita | Provenienza         |
| G/AP | 1 | Stati Uniti (bandiera)                      | Strus, Max        | 196 cm  | 98 kg  | 28-03-1996   | DePaul              |
| G | 2 | Stati Uniti (bandiera)                      | Jerome, Ty        | 196 cm  | 88 kg  | 1997-07-07   | Virginia            |
| G | 3 | Stati Uniti (bandiera)                      | LeVert, Caris     | 198 cm  | 93 kg  | 25-08-1994   | Michigan            |
| C | 4 | Stati Uniti (bandiera)                      | Mobley, Evan      | 213 cm  | 93 kg  | 18-06-2001   | Southern California |
| G | 5 | Stati Uniti (bandiera)                      | Merrill, Sam      | 193 cm  | 93 kg  | 15-05-1996   | Utah State          |
| G | 9 | Stati Uniti (bandiera)                      | Porter, Craig Jr. | 185 cm  | 82 kg  | 26-02-2000   | Wichita State       |
| G | 10 | Stati Uniti (bandiera)                      | Garland, Darius   | 188 cm  | 79 kg  | 26-01-2000   | Vanderbilt          |
| C | 13 | Canada (bandiera)                           | Thompson, Tristan | 206 cm  | 115 kg | 13-03-1991   | Texas               |
| AP | 15 | Stati Uniti (bandiera)                      | Thor, JT          | 206 cm  | 92 kg  | 26-08-2002   | Auburn              |
| AG | 20 | Stati Uniti (bandiera) · Senegal (bandiera) | Niang, Georges    | 201 cm  | 104 kg | 17-05-1993   | Iowa State          |
| G/AP | 21 | Stati Uniti (bandiera)                      | Bates, Emoni      | 206 cm  | 86 kg  | 28-01-2004   | Eastern Michigan    |
| G/AP | 24 | Stati Uniti (bandiera)                      | Tyson, Jaylon     | 201 cm  | 98 kg  | 02-12-2002   | UC Berkeley         |
| C | 31 | Stati Uniti (bandiera)                      | Allen, Jarrett    | 211 cm  | 111 kg | 21-04-1998   | Texas               |
| AG | 32 | Stati Uniti (bandiera)                      | Wade, Dean        | 208 cm  | 103 kg | 20-11-1996   | Kansas State        |
| AP | 33 | Australia (bandiera)                        | Travers, Luke     | 201 cm  | 94 kg  | 03-09-2001   | Australia           |
| G | 35 | Stati Uniti (bandiera)                      | Okoro, Isaac      | 198 cm  | 102 kg | 26-01-2001   | Auburn              |
| G | 45 | Stati Uniti (bandiera)                      | Mitchell, Donovan | 185 cm  | 95 kg  | 07-09-1996   | Louisville          |

## Uniformi
- Casa

| Association |

- Trasferta

| Icon |

- Alternativa

| Statemant |

## Risultati

### Preseason
| Preseason 2024                                    | Preseason 2024                                    | Preseason 2024                                    | Preseason 2024                                    | Preseason 2024                                    | Preseason 2024                                    | Preseason 2024                                    | Preseason 2024                                    | Preseason 2024                                    |
| Record preseason: 0–0 (Casa: 0–0; Trasferta: 0-0) | Record preseason: 0–0 (Casa: 0–0; Trasferta: 0-0) | Record preseason: 0–0 (Casa: 0–0; Trasferta: 0-0) | Record preseason: 0–0 (Casa: 0–0; Trasferta: 0-0) | Record preseason: 0–0 (Casa: 0–0; Trasferta: 0-0) | Record preseason: 0–0 (Casa: 0–0; Trasferta: 0-0) | Record preseason: 0–0 (Casa: 0–0; Trasferta: 0-0) | Record preseason: 0–0 (Casa: 0–0; Trasferta: 0-0) | Record preseason: 0–0 (Casa: 0–0; Trasferta: 0-0) |
| Partita                                           | Data                                              | Avversario                                        | Punteggio                                         | Più punti                                         | Più rimbalzi                                      | Più assist                                        | Stadio e spettatori                               | Record                                            |
| ------------------------------------------------- | ------------------------------------------------- | ------------------------------------------------- | ------------------------------------------------- | ------------------------------------------------- | ------------------------------------------------- | ------------------------------------------------- | ------------------------------------------------- | ------------------------------------------------- |
| 1                                                 |                                                   |                                                   |                                                   |                                                   |                                                   |                                                   | ()                                                |                                                   |
| 2                                                 |                                                   |                                                   |                                                   |                                                   |                                                   |                                                   | ()                                                |                                                   |
| 3                                                 |                                                   |                                                   |                                                   |                                                   |                                                   |                                                   | ()                                                |                                                   |
| 4                                                 |                                                   |                                                   |                                                   |                                                   |                                                   |                                                   | ()                                                |                                                   |
| 5                                                 |                                                   |                                                   |                                                   |                                                   |                                                   |                                                   | ()                                                |                                                   |
| 6                                                 |                                                   |                                                   |                                                   |                                                   |                                                   |                                                   | ()                                                |                                                   |

### Regular season

#### Ottobre 2024
| Regular season - Ottobre 2024                   | Regular season - Ottobre 2024                   | Regular season - Ottobre 2024                   | Regular season - Ottobre 2024                   | Regular season - Ottobre 2024                   | Regular season - Ottobre 2024                   | Regular season - Ottobre 2024                   | Regular season - Ottobre 2024                   | Regular season - Ottobre 2024                   |
| Record Ottobre: 0–0 (Casa: 0–0; Trasferta: 0–0) | Record Ottobre: 0–0 (Casa: 0–0; Trasferta: 0–0) | Record Ottobre: 0–0 (Casa: 0–0; Trasferta: 0–0) | Record Ottobre: 0–0 (Casa: 0–0; Trasferta: 0–0) | Record Ottobre: 0–0 (Casa: 0–0; Trasferta: 0–0) | Record Ottobre: 0–0 (Casa: 0–0; Trasferta: 0–0) | Record Ottobre: 0–0 (Casa: 0–0; Trasferta: 0–0) | Record Ottobre: 0–0 (Casa: 0–0; Trasferta: 0–0) | Record Ottobre: 0–0 (Casa: 0–0; Trasferta: 0–0) |
| Partita                                         | Data                                            | Avversario                                      | Punteggio                                       | Più punti                                       | Più rimbalzi                                    | Più assist                                      | Arena (spettatori)                              | Record                                          |
| ----------------------------------------------- | ----------------------------------------------- | ----------------------------------------------- | ----------------------------------------------- | ----------------------------------------------- | ----------------------------------------------- | ----------------------------------------------- | ----------------------------------------------- | ----------------------------------------------- |
| 1                                               |                                                 |                                                 |                                                 |                                                 |                                                 |                                                 | ()                                              |                                                 |
| 2                                               |                                                 |                                                 |                                                 |                                                 |                                                 |                                                 | ()                                              |                                                 |
| 3                                               |                                                 |                                                 |                                                 |                                                 |                                                 |                                                 | ()                                              |                                                 |
| 4                                               |                                                 |                                                 |                                                 |                                                 |                                                 |                                                 | ()                                              |                                                 |
| 5                                               |                                                 |                                                 |                                                 |                                                 |                                                 |                                                 | ()                                              |                                                 |
| 6                                               |                                                 |                                                 |                                                 |                                                 |                                                 |                                                 | ()                                              |                                                 |

#### Novembre 2024
| Regular season - Novembre 2024                   | Regular season - Novembre 2024                   | Regular season - Novembre 2024                   | Regular season - Novembre 2024                   | Regular season - Novembre 2024                   | Regular season - Novembre 2024                   | Regular season - Novembre 2024                   | Regular season - Novembre 2024                   | Regular season - Novembre 2024                   |
| Record Novembre: 0-0 (Casa: 0–0; Trasferta: 0-0) | Record Novembre: 0-0 (Casa: 0–0; Trasferta: 0-0) | Record Novembre: 0-0 (Casa: 0–0; Trasferta: 0-0) | Record Novembre: 0-0 (Casa: 0–0; Trasferta: 0-0) | Record Novembre: 0-0 (Casa: 0–0; Trasferta: 0-0) | Record Novembre: 0-0 (Casa: 0–0; Trasferta: 0-0) | Record Novembre: 0-0 (Casa: 0–0; Trasferta: 0-0) | Record Novembre: 0-0 (Casa: 0–0; Trasferta: 0-0) | Record Novembre: 0-0 (Casa: 0–0; Trasferta: 0-0) |
| Partita                                          | Data                                             | Avversario                                       | Punteggio                                        | Più punti                                        | Più rimbalzi                                     | Più assist                                       | Arena (spettatori)                               | Record                                           |
| ------------------------------------------------ | ------------------------------------------------ | ------------------------------------------------ | ------------------------------------------------ | ------------------------------------------------ | ------------------------------------------------ | ------------------------------------------------ | ------------------------------------------------ | ------------------------------------------------ |
| 1                                                |                                                  |                                                  |                                                  |                                                  |                                                  |                                                  | ()                                               |                                                  |
| 2                                                |                                                  |                                                  |                                                  |                                                  |                                                  |                                                  | ()                                               |                                                  |
| 3                                                |                                                  |                                                  |                                                  |                                                  |                                                  |                                                  | ()                                               |                                                  |
| 4                                                |                                                  |                                                  |                                                  |                                                  |                                                  |                                                  | ()                                               |                                                  |
| 5                                                |                                                  |                                                  |                                                  |                                                  |                                                  |                                                  | ()                                               |                                                  |
| 6                                                |                                                  |                                                  |                                                  |                                                  |                                                  |                                                  | ()                                               |                                                  |

#### Dicembre 2024
| Regular season - Dicembre 2024                   | Regular season - Dicembre 2024                   | Regular season - Dicembre 2024                   | Regular season - Dicembre 2024                   | Regular season - Dicembre 2024                   | Regular season - Dicembre 2024                   | Regular season - Dicembre 2024                   | Regular season - Dicembre 2024                   | Regular season - Dicembre 2024                   |
| Record Dicembre: 0–0 (Casa: 0–0; Trasferta: 0–0) | Record Dicembre: 0–0 (Casa: 0–0; Trasferta: 0–0) | Record Dicembre: 0–0 (Casa: 0–0; Trasferta: 0–0) | Record Dicembre: 0–0 (Casa: 0–0; Trasferta: 0–0) | Record Dicembre: 0–0 (Casa: 0–0; Trasferta: 0–0) | Record Dicembre: 0–0 (Casa: 0–0; Trasferta: 0–0) | Record Dicembre: 0–0 (Casa: 0–0; Trasferta: 0–0) | Record Dicembre: 0–0 (Casa: 0–0; Trasferta: 0–0) | Record Dicembre: 0–0 (Casa: 0–0; Trasferta: 0–0) |
| Partita                                          | Data                                             | Avversario                                       | Punteggio                                        | Più punti                                        | Più rimbalzi                                     | Più assist                                       | Arena (spettatori)                               | Record                                           |
| ------------------------------------------------ | ------------------------------------------------ | ------------------------------------------------ | ------------------------------------------------ | ------------------------------------------------ | ------------------------------------------------ | ------------------------------------------------ | ------------------------------------------------ | ------------------------------------------------ |
| 1                                                |                                                  |                                                  |                                                  |                                                  |                                                  |                                                  | ()                                               |                                                  |
| 2                                                |                                                  |                                                  |                                                  |                                                  |                                                  |                                                  | ()                                               |                                                  |
| 3                                                |                                                  |                                                  |                                                  |                                                  |                                                  |                                                  | ()                                               |                                                  |
| 4                                                |                                                  |                                                  |                                                  |                                                  |                                                  |                                                  | ()                                               |                                                  |
| 5                                                |                                                  |                                                  |                                                  |                                                  |                                                  |                                                  | ()                                               |                                                  |
| 6                                                |                                                  |                                                  |                                                  |                                                  |                                                  |                                                  | ()                                               |                                                  |

### NBA In-Season Tournament

#### Fase a gironi
| NBA In-Season Tournament - Fase a gironi              | NBA In-Season Tournament - Fase a gironi              | NBA In-Season Tournament - Fase a gironi              | NBA In-Season Tournament - Fase a gironi              | NBA In-Season Tournament - Fase a gironi              | NBA In-Season Tournament - Fase a gironi              | NBA In-Season Tournament - Fase a gironi              | NBA In-Season Tournament - Fase a gironi              | NBA In-Season Tournament - Fase a gironi              |
| Record Fase a gironi: 0–0 (Casa: 0–0; Trasferta: 0–0) | Record Fase a gironi: 0–0 (Casa: 0–0; Trasferta: 0–0) | Record Fase a gironi: 0–0 (Casa: 0–0; Trasferta: 0–0) | Record Fase a gironi: 0–0 (Casa: 0–0; Trasferta: 0–0) | Record Fase a gironi: 0–0 (Casa: 0–0; Trasferta: 0–0) | Record Fase a gironi: 0–0 (Casa: 0–0; Trasferta: 0–0) | Record Fase a gironi: 0–0 (Casa: 0–0; Trasferta: 0–0) | Record Fase a gironi: 0–0 (Casa: 0–0; Trasferta: 0–0) | Record Fase a gironi: 0–0 (Casa: 0–0; Trasferta: 0–0) |
| Partita                                               | Data                                                  | Avversario                                            | Punteggio                                             | Più punti                                             | Più rimbalzi                                          | Più assist                                            | Arena (spettatori)                                    | Record                                                |
| ----------------------------------------------------- | ----------------------------------------------------- | ----------------------------------------------------- | ----------------------------------------------------- | ----------------------------------------------------- | ----------------------------------------------------- | ----------------------------------------------------- | ----------------------------------------------------- | ----------------------------------------------------- |
| 1                                                     |                                                       |                                                       |                                                       |                                                       |                                                       |                                                       | ()                                                    |                                                       |
| 2                                                     |                                                       |                                                       |                                                       |                                                       |                                                       |                                                       | ()                                                    |                                                       |
| 3                                                     |                                                       |                                                       |                                                       |                                                       |                                                       |                                                       | ()                                                    |                                                       |
| 4                                                     |                                                       |                                                       |                                                       |                                                       |                                                       |                                                       | ()                                                    |                                                       |

## Classifiche

### NBA Regular Season

#### Eastern Conference
| Eastern Conference | Eastern Conference        | Eastern Conference | Eastern Conference | Eastern Conference | Eastern Conference | Eastern Conference |
| #                  | Squadra                   | V                  | S                  | V%                 | PR                 | PG                 |
| ------------------ | ------------------------- | ------------------ | ------------------ | ------------------ | ------------------ | ------------------ |
| 1                  | y – Cleveland Cavaliers * | 64                 | 18                 | .780               | –                  | 82                 |
| 2                  | y – Boston Celtics *      | 61                 | 21                 | .744               | 3,0                | 82                 |
| 3                  | x – N.Y. Knicks           | 51                 | 31                 | .622               | 13,0               | 82                 |
| 4                  | x – Indiana Pacers        | 49                 | 31                 | .613               | 14,0               | 80                 |
| 5                  | x – Milwaukee Bucks       | 47                 | 34                 | .580               | 16,5               | 81                 |
| 6                  | x – Detroit Pistons       | 44                 | 38                 | .537               | 20,0               | 82                 |
|                    |                           |                    |                    |                    |                    |                    |
| 7                  | y – Orlando Magic *       | 41                 | 41                 | .500               | 23,0               | 82                 |
| 8                  | p – Atlanta Hawks         | 40                 | 41                 | .494               | 23,5               | 81                 |
| 9                  | p – Chicago Bulls         | 39                 | 43                 | .476               | 25,0               | 82                 |
| 10                 | p – Miami Heat            | 36                 | 45                 | .444               | 27,5               | 81                 |
|                    |                           |                    |                    |                    |                    |                    |
| 11                 | e – Toronto Raptors       | 30                 | 52                 | .366               | 34,0               | 82                 |
| 12                 | e – Brooklyn Nets         | 26                 | 56                 | .317               | 38,0               | 82                 |
| 13                 | e – Philadelphia 76ers    | 24                 | 58                 | .293               | 40,0               | 82                 |
| 14                 | e – Charlotte Hornets     | 19                 | 63                 | .232               | 45,0               | 82                 |
| 15                 | e – Wash. Wizards         | 18                 | 63                 | .222               | 45,5               | 81                 |

#### Central Division
| Central Division        | V  | S  | V%   | PR   | Casa  | Trasf | Div  | PG |
| ----------------------- | -- | -- | ---- | ---- | ----- | ----- | ---- | -- |
| y – Cleveland Cavaliers | 64 | 18 | .780 | 0,0  | 34–7  | 30–11 | 12-4 | 82 |
| x – Indiana Pacers      | 49 | 31 | .613 | 14,0 | 29–11 | 20–20 | 10-6 | 80 |
| x – Milwaukee Bucks     | 47 | 34 | .580 | 16,5 | 27–14 | 20–20 | 9-7  | 81 |
| x – Detroit Pistons     | 44 | 38 | .537 | 20,0 | 22–19 | 22–19 | 5-11 | 82 |
| p – Chicago Bulls       | 39 | 43 | .476 | 25,0 | 18–23 | 21–20 | 4-12 | 82 |

### NBA In-Season Tournament 2024

#### Eastern Conference
| 1  | Milwaukee Bucks *   | 4 | 0 | 1.000 |  |  |
| 2  | N.Y. Knicks *       | 4 | 0 | 1.000 |  |  |
| 3  | Atlanta Hawks *     | 3 | 1 | .750  |  |  |
|    |                     |   |   |       |  |  |
| 4  | Orlando Magic       | 3 | 1 | .750  |  |  |
| 5  | Boston Celtics      | 3 | 1 | .750  |  |  |
| 6  | Detroit Pistons     | 3 | 1 | .750  |  |  |
| 7  | Cleveland Cavaliers | 2 | 2 | .500  |  |  |
| 8  | Miami Heat          | 2 | 2 | .500  |  |  |
| 9  | Chicago Bulls       | 2 | 2 | .500  |  |  |
| 10 | Philadelphia 76ers  | 2 | 2 | .500  |  |  |
| 11 | Toronto Raptors     | 1 | 3 | .250  |  |  |
| 12 | Brooklyn Nets       | 1 | 3 | .250  |  |  |
| 13 | Charlotte Hornets   | 0 | 4 | .000  |  |  |
| 14 | Indiana Pacers      | 0 | 4 | .000  |  |  |
| 15 | Wash. Wizards       | 0 | 4 | .000  |  |  |

#### Gruppo B
| NBA In-Season Tournament - Gruppo C | NBA In-Season Tournament - Gruppo C | NBA In-Season Tournament - Gruppo C | NBA In-Season Tournament - Gruppo C |
| Squadra                             | V                                   | S                                   | V%                                  |
| ----------------------------------- | ----------------------------------- | ----------------------------------- | ----------------------------------- |
| Atlanta Hawks                       | 3                                   | 1                                   | .750                                |
| Boston Celtics                      | 3                                   | 1                                   | .750                                |
| Cleveland Cavaliers                 | 2                                   | 2                                   | .500                                |
| Chicago Bulls                       | 2                                   | 2                                   | .500                                |
| Wash. Wizards                       | 0                                   | 4                                   | .000                                |